# 國難會議
國難會議又稱洛陽國難會議，是因應九一八事變而於1932年4月7日至11日在中華民國河南省洛阳召开的一場會議。此次會議共有140余人出席，由行政院院长汪精卫主持。此次會議圍繞政治和御侮而展開。有人提出「解除党禁、进行制宪」，但沒有結果。不過國民政府同意完成训政後实行宪政，並在训政期间设立中央民意机关以监督财政与外交。会後與會各方發表决议，提出「凡侵害国家政治独立及领土与行政完整之敌人，政府应用武力与外交，抵抗到底，有违上述宗旨之条约，概不得签订」。

## 背景
1931年7月至8月，中華民國爆發1931年江淮水災。同年9月18日，又發生九一八事變。而此時國民政府又在剿共，引起中華民國國民不滿，此時各界要求蔣中正當局结束内战、实施宪政和民主、一致对外。同年11月22日，中国国民党第四次全国代表大会通过《组织国难会议案》，表示「现在国难日急，中央亟应延揽各方人才，于中央执行委员会领导之下，组织一国难会议，以期积思广益、共济时艰」。12月28日，中國國民黨四届一中全会繼續認定「国难会议与国民救国会议急待召集」。
1932年1月8日，国民政府颁布国难会议召集令，邀請全国各界有識之士「共谋自立之道」。1月28日，一二八事變，日军进攻上海。1月30日，国民政府打算迁都洛阳。3月1日至3月6日，中國國民黨四届二中全会决定国难会议在洛阳召开，并限定議題只能讨论「绥靖」、「救灾」、「御侮」。